# Edmond Schérer
Edmond Henri Adolphe Schérer (født 8. april 1815 i Paris, død 16. marts 1889 i Versailles) var en fransk protestantisk teolog.
Schérer var oprindelig strengt kalvinsk, men påvirkedes dels af Vinet, dels af Hegel og Strauss, således at han blev mere og mere liberal og derfor 1849 frivillig opgav et professorat i Genève, som han havde beklædt fra 1845. Fra 1860 opholdt han sig i Versailles, og her blev han en af de liberale franske protestanters førere samtidig med, at han ivrig deltog i det offentlige liv. I 1871 blev han medlem af Nationalforsamlingen og 1875 senator for livstid. Inden for den periodiske litteratur var en frugtbar forfatter, men han har også skrevet større værker, således Prolégomènes à la dogmatique de Église réformée (1843), La critique et la foi (1850), Alexandre Vinet (1853), Lettres à mon curé (anonymt 1853) og Mélanges d'histoire religieuse (1864). 